# NGC 4411B
NGC 4411B (другие обозначения — NGC 4411-2, IRAS12242+0909, UGC 7546, KCPG 336B, MCG 2-32-55, ZWG 70.82, VCC 939, PGC 40745) — спиральная галактика с перемычкой (SBdm) в созвездии Дева.
Этот объект входит в число перечисленных в оригинальной редакции «Нового общего каталога».
В галактике вспыхнула сверхновая SN 1992ad типа II, её пиковая видимая звездная величина составила 13,5.